# 호암 사회봉사상
호암 사회봉사상(湖巖 社會奉仕賞)은 호암재단이 주관하는 상인 호암상의 시상 부문 가운데 하나이다. 대한민국의 사회 복지 증진에 현저한 업적을 이룩한 대한민국 국적의 개인이나 단체, 대한민국에 거주한 외국인에게 수여된다.

## 역대 수상자
- 1991년: 장기려
- 1992년: 유을희
- 1993년: 김용성
- 1994년: 김임순
- 1995년: 이경재
- 1996년: 인애자
- 1997년: 양복규
- 1998년: 김선태
- 1999년: 마리안느 슈퇴거
- 2000년: 백혜득
- 2001년: 강홍조
- 2002년: 지정환
- 2003년: 선우경식
- 2004년: 마리아수녀회
- 2005년: 지득용
- 2006년: 윤기
- 2007년: 엠마 프라이징거
- 2008년: 성가복지병원
- 2009년: 박청수
- 2010년: 월드비전
- 2011년: 한국가정법률상담소
- 2012년: 이동한
- 2013년: 이종만, 김현숙
- 2014년: 김하종
- 2015년: 백영심
- 2016년: 김현수, 조순실
- 2017년: 라파엘클리닉
- 2018년: 강칼라
- 2019년: 사단법인 러브아시아
- 2020년: 김성수
- 2021년: 이석로
- 2022년: 하트-하트재단
- 2023년: 글로벌케어
- 2024년: 제라딘 라이언
- 2025년: 김동해